# ملعب تيم هورتونز
ملعب تيم هورتونز هو ملعب كرة قدم خاص بنادي فورجي الكندي من مقاطعة أونتاريو الكندية يلعب فيه الدوري الكندي الدرجة الأولى.